# Визжачёв, Александр Александрович
Александр Александрович Визжачёв (20 апреля 1947, Ленинград, СССР — 24 июля 2018) — советский волейболист, игрок сборной СССР. Мастер спорта СССР международного класса (1974). Заслуженный тренер РСФСР (1988).

## Карьера
Воспитанник ленинградского волейбола. Нападающий. Серебряный призёр Спартакиады народов СССР 1975 в составе сборной Ленинграда. Серебряный призёр чемпионатов СССР 1976, 1977, 1978 годов, бронзовый призёр 1972 и 1973 годов.
Участник розыгрыша Кубка мира 1969 года, где сборная СССР стала третьей.
Участник чемпионата мира 1974 года, где советская сборная завоевала серебро.
С 1981 года тренировал женскую команду ТТУ. В 1991 году вывел команду в финал Кубка обладателей кубков европейских стран.